# Mikael Heggelund Foslie
Mikael Heggelund Foslie (21 octobre 1855 - 9 novembre 1909) est un botaniste et phycologue (spécialiste des algues) norvégien, conservateur du muséum d'histoire naturelle et d'archéologie de Trondheim, alors musée de la Société royale norvégienne des sciences (Royal Norwegian Scientific Society Museum).

## Biographie
Foslie est né à Borge, dans les îles Lofoten du Nordland, en Norvège. Durant son enfance, il s'intéresse à l'histoire naturelle et à la collecte de plantes et d'animaux. Employé du service télégraphique norvégien de 1874 à 1885, il travaille d'abord dans les îles Lofoten, puis à Oslo. Il est ensuite nommé, à 29 ans, conservateur au musée de l'université de Tromsø. Ce sera son premier poste scientifique à temps plein. Grâce à une bourse de voyage de l'université, il étudie en Grande-Bretagne et en France. Il visite des stations biologiques aux Pays-Bas, en Angleterre et en Écosse. En 1892, il rejoint le musée dirigé par la Société royale des lettres et des sciences de Norvège, à Trondheim. Il y reste jusqu'à sa mort, en 1909.
Foslie a réuni une collection d'algues nommée Algae Norvegicae, offerte au musée de l'Ulster par l’université Queen's de Belfast en 1968. Les spécimens sont référencés F10319 - F10336 (F pour Foslie, vraisemblablement) et datés des années 1880-90.
Mikael Foslie a été admis à la Science Society de Kristiania (aujourd'hui Académie norvégienne des sciences et des lettres) en 1891 ainsi qu'à la Royal Norwegian Society of Sciences and Letters en 1892.

## Publications
- Foslie, M., 1884. Description de nouvelles espèces, Wittrock & Nordstedt, Algae exsiccatae, fasc. 13-14 - Bot. Notiser 124-125 .
- Foslie, M., 1899. Une visite à Roundstone en avril. Ir. Nat. J. 8 : 175 - 180.